# Lista ficțiunilor apocaliptice și postapocaliptice

## Holocaust nuclear

### Filme
| Titlu                               | An                           | Autor și note                                                                      |  |
| ----------------------------------- | ---------------------------- | ---------------------------------------------------------------------------------- |  |
| Five                                | 1951                         |                                                                                    |  |
| Unknown World                       | 1951                         |                                                                                    |  |
| Invasion U.S.A.                     | 1952                         |                                                                                    |  |
| Captive Women                       | 1952                         |                                                                                    |  |
| Day the World Ended                 | 1955                         |                                                                                    |  |
| Alas, Babylon                       | 1959                         |                                                                                    |  |
| On the Beach                        | 1959                         | Nevil Shute (roman); John Paxton (scenariu)                                        |  |
| The World, the Flesh and the Devil  | 1959                         |                                                                                    |  |
| The Time Machine                    | 1960                         | H. G. Wells (roman); David Duncan (scenariu)                                       |  |
| The Last War                        | 1961                         |                                                                                    |  |
| The Day the Earth Caught Fire       | 1961                         |                                                                                    |  |
| The Creation of the Humanoids       | 1962                         |                                                                                    |  |
| La Jetée                            | 1962                         |                                                                                    |  |
| Panic in Year Zero!                 | 1962                         |                                                                                    |  |
| This is Not a Test                  | 1962                         |                                                                                    |  |
| Fail-Safe                           | 1964                         | Eugene Burdick și Harvey Wheeler (roman); Walter Bernstein (scenariu)              |  |
| Dr. Strangelove                     | 1964                         | Peter George (roman); Peter George, Stanley Kubrick și Terry Southern (scenariu)   |  |
| The War Game                        | 1965                         |                                                                                    |  |
| In the Year 2889                    | 1967                         |                                                                                    |  |
| Planet of the Apes                  | 1968                         | Pierre Boulle (novel); Michael Wilson și Rod Serling (scenariu)                    |  |
| The Bed Sitting Room                | 1969                         |                                                                                    |  |
| Glen and Randa                      | 1971                         |                                                                                    |  |
| Zardoz                              | 1974                         |                                                                                    |  |
| A Boy and His Dog                   | 1975                         | Harlan Ellison (povestire); L.Q. Jones, Alvy Moore și Wayne Cruseturner (scenariu) |  |
| Damnation Alley                     | 1977                         |                                                                                    |  |
| Mad Max 2                           | 1981                         |                                                                                    |  |
| The New Barbarians                  | 1982                         |                                                                                    |  |
| The Atomic Cafe                     | 1982                         |                                                                                    |  |
| 2019, After the Fall of New York    | 1983                         |                                                                                    |  |
| Testament                           | 1983                         |                                                                                    |  |
| The Day After                       | 1983                         |                                                                                    |  |
| The Terminator franchise            | 1984, 1991, 2003, 2007, 2009 |                                                                                    |  |
| Threads                             | 1984                         |                                                                                    |  |
| One Night Stand                     | 1984                         |                                                                                    |  |
| Def-Con 4                           | 1985                         |                                                                                    |  |
| Mad Max Beyond Thunderdome          | 1985                         |                                                                                    |  |
| O-Bi, O-Ba: The End of Civilization | 1985                         |                                                                                    |  |
| Radioactive Dreams                  | 1985                         |                                                                                    |  |
| Dead Man's Letters                  | 1986                         |                                                                                    |  |
| The Sacrifice                       | 1986                         |                                                                                    |  |
| When the Wind Blows                 | 1986                         | Bazat pe romanul grafic din 1982 When the Wind Blows                               |  |
| Whoops Apocalypse                   | 1986                         |                                                                                    |  |
| Akira                               | 1988                         |                                                                                    |  |
| Miracle Mile                        | 1988                         |                                                                                    |  |
| By Dawn's Early Light               | 1990                         |                                                                                    |  |
| Hardware                            | 1990                         |                                                                                    |  |
| Judge Dredd                         | 1995                         |                                                                                    |  |
| Der 3. Weltkrieg sau World War III  | 1998                         |                                                                                    |  |
| Six-String Samurai                  | 1998                         |                                                                                    |  |
| Deterrence                          | 1999                         |                                                                                    |  |
| The Matrix (franchise)              | 1999, 2003                   |                                                                                    |  |
| Equilibrium                         | 2002                         |                                                                                    |  |
| The Animatrix                       | 2003                         | The Second Renaissance, Part II                                                    |  |
| The Dark Hour                       | 2007                         |                                                                                    |  |
| The Road                            | 2009                         |                                                                                    |  |
| The Book of Eli                     | 2010                         |                                                                                    |  |

## Al Treilea Război Mondialși alte războaie apocaliptice (între oameni)

### Filme
| Titlu                                    | An     | Autor și note |
| ---------------------------------------- | ------ | --- |
| 20 Years After                           | 2008   | 20 ani după război, epidemie și dezastre naturale, o tânără urmează vocea unui radio-difuzor singuratic și aduce primul copil născut în 15 ani. |
| 2019, After the Fall of New York         | 1983   | Un film italian cu acțiunea în 2019 în care un mercenar încearcă să o salveze pe ultima femeie fertilă de pe Pământ. |
| 2020 Texas Gladiators                    | 1982   | Un film post-apocaliptic italian |
| A Boy and His Dog                        | 1975   | Un tânăr (Don Johnson) și câinele său (Tiger) se luptă pentru supraviețuire într-o lume pustie, dură și post-apocaliptică, în care hrana, apa și femeile sunt rare. Bazat pe scrierile lui Harlan Ellison.                                                                         |
| The Aftermath                            | 1982   | La întoarcerea pe pe Pământ, astronauții se confruntă cu motocicliști și mutanți într-un cadru postnuclear. Lansat ca "Zombie Aftermath" în Marea Britanie. |
| Akira                                    | 1988   | Animație. De Katsuhiro Otomo |
| Appleseed                                | Anime. | |
| Atomic War Bride                         | 1960   | Un film iugoslav, dramă science fiction, regizat deVeljko Bulajić. |
| Battle for the Planet of the Apes        | 1973   | Al cincilea film din franchiza Planeta maimuțelor. |
| The Beach Party at the Threshold of Hell | 2007   | Comedie indiană. |
| The Bed Sitting Room                     | 1969   | Film absurd, comedie, acțiunea are loc în Londra după un al treilea război mondial, orașul este distrus de o bombă nucleară. Se bazează pe o piesă de Spike Milligan și John Antrobus.                                                                                             |
| Beneath the Planet of the Apes           | 1970   | Al doilea film din franchiza Planeta maimuțelor. |
| Black Moon                               | 1975   | Film francez. |
| The Blood of Heroes                      | 1989   | Film australian scris și regizat de David Webb Peoples. |
| The Book of Eli                          | 2010   | Un război apocaliptic a pustiit Statele Unite ale Americii și a aruncat civilizația în pragul colapsului. |
| Captive Women                            | 1952   | O nouă societate primitivă apare târziu după un război nucleaar. Filmul arată mai multe triburi primitive, numite "Norms", "Upriver People" și "Mutates", care se luptă în ceea ce a mai rămas din orașul New York.                                                                |
| Casshern                                 | 2004   | |
| Cherry 2000                              | 1987   | |
| City Limits                              | 1985   | |
| City of Ember                            | 2008   | După o carte de Jeanne Duprau |
| Creepozoids                              | 1987   | |
| Cyborg                                   | 1989   | |
| Cyborg 2                                 | 1993   | |
| Damnation Alley                          | 1977   | După un roman omonim de Roger Zelazny. |
| Dark Enemy                               | 1984   | [ 19 ] |
| Day the World Ended                      | 1955   | [ 21 ] [ 22 ] |
| Dead Man's Letters                       | 1986   | |
| Deadly Reactor                           | 1989   | [ 12 ] [ 13 ] |
| Death Run                                | 1987   | |
| Deathlands: Homeward Bound               | 2003   | Bazat pe seria de cărți Deathlands |
| Deathsport                               | 1978   | |
| Def-Con 4                                | 1985   | |
| Delicatessen                             | 1991   | De Jean-Pierre Jeunet și Marc Caro |
| Dr. Strangelove                          | 1964   | De Stanley Kubrick, adaptare după romanul Red Alert scris de Peter George. |
| Empire of Ash II                         | 1989   | |
| Empire of Ash III                        | 1989   | |
| Empire of Ash                            | 1988   | |
| The End of August at the Hotel Ozone     | 1967   | Titl ceh: Konec srpna v Hotelu Ozon |
| Endgame                                  | 1983   | [ 27 ] |
| Equilibrium                              | 2002   | După un alt conflict mondial, omenirii i se interzice orice manifestare a sentimentelor. |
| Escape From New York                     | 1981   | |
| Escape from L.A.                         | 1996   | |
| Exterminators of the Year 3000           | 1983   | [ 29 ] [ 30 ] [ 31 ] |
| The Final War                            | 1960   | De Shigeaki Hidaka, un film japonez despre al treilea război mondial care este pornit de lansarea accidentală a unei bombe nucleare americane în Coreea de Sud. (Titlu japonez: Dai-sanji sekai taisen: Yonju-ichi jikan no kyofu).                                                |
| Fist of the North Star                   | 1986   | Animație japoneză. |
| Fist of the North Star                   | 1995   | Film de arte marțiale. |
| Five                                     | 1951   | De Arch Oboler. |
| Genesis II                               | 1973   | De Gene Roddenberry |
| Glen and Randa                           | 1971   | [ 37 ] [ 38 ] |
| The Handmaid's Tale                      | 1990   | |
| Hardware                                 | 1990   | |
| Hell Comes to Frogtown                   | 1987   | |
| Human Highway                            | 1982   | |
| In the Year 2889                         | 1967   | O refacere a filmului din 1955 al lui Roger Corman Day the World Ended stabilit în 1977, chiar dacă titlul spune altceva. |
| Invasion USA                             | 1952   | |
| Journey to the Center of Time            | 1967   | [ 40 ] [ 41 ] |
| Judge Dredd                              | 1995   | |
| La città dell'ultima paura               | 1975   | [ 42 ] |
| La Jetée                                 | 1962   | De Chris Marker. |
| The Last Man on Earth                    | 1964   | Acest film este prima adaptare a romanului din 1954 scris de Richard Matheson I Am Legend. |
| The Last War                             | 1961   | De Shuei Matsubayashi, un alt film japonez despre al treilea război mondial (titlu japonez: Sekai daisenso). |
| Le Dernier Combat                        | 1983   | De Luc Besson |
| Mad Max 2: The Road Warrior              | 1981   | |
| Mad Max Beyond Thunderdome               | 1985   | |
| Malevil                                  | 1981   | Film regizat de Christian de Chalonge. Cu Michel Serrault, Jacques Dutronc și Jean-Louis Trintignant. |
| Mindwarp                                 | 1990   | |
| Miracle Mile                             | 1988   | |
| Mutant Chronicles                        | 2008   | Based on the Mutant Chronicles RPG |
| Nausicaä of the Valley of the Wind       | 1984   | De Hayao Miyazaki |
| The Noah                                 | 1975   | De Daniel Bourla. Un soldat american devine singurul supraviețuitor al unui război nuclear. |
| The Omega Man                            | 1971   | An immune survivor of a biological/nuclear war battles plague-altered quasi-vampires bent on erasing all vestiges of science and technology. The movie is based on Richard Matheson's 1954 novel, I Am Legend.                                                                     |
| On the Beach                             | 1959   | By Stanley Kramer, starring Gregory Peck, Fred Astaire, Anthony Perkins and Ava Gardner. The crew of an American submarine finds temporary safety from the fallout in Australia after the nuclear holocaust (from the 1957 novel by Nevil Shute).                                  |
| On the Beach                             | 2000   | A remake of the 1959 film. |
| Panic in Year Zero!                      | 1962   | A 1962 movie about a family that escapes Los Angeles after the city is devastated by a nuclear attack. |
| The People Who Own the Dark              | 1976   | By Amando de Ossorio (Spanish title: Último deseo) |
| Planet of the Apes                       | 1968   | Adapted from the novel La planète des singes by Pierre Boulle. |
| The Postman                              | 1997   | Partly based on the David Brin Novel |
| Radio Free Steve                         | 1984   | Steve is a radio pirate in the days after World War Three, bringing hope to the people after the remnants of the government re-emerged and shut down all TV and radio stations that had been broadcasting without permission.                                                      |
| Radioactive Dreams                       | 1984   | After an atomic war Phillip Hammer and Marlowe Chandler have spent 15 years on their own in a bunker, then they find the keys to the last MX missile. |
| Ravagers                                 | 1979   | [ 56 ] |
| Refuge of Fear                           | 1973   | (Spanish title: El refugio del miedo) |
| Robot Holocaust                          | 1986   | |
| Robot Jox                                | 1990   | |
| Robot Wars                               | 1993   | Sequel to Robot Jox |
| The Sacrifice                            | 1986   | |
| Sexmisja                                 | 1984   | A Polish comedy. |
| She                                      | 1982   | A low-budget B-movie, an extremely loose adaptation of the novel She by H. Rider Haggard, starring Sandahl Bergman as a post-civilization warrior. |
| Six-String Samurai                       | 1998   | |
| She-Wolves of the Wasteland              | 1988   | |
| Star Trek: First Contact                 | 1996   | A late-21st century Earth is devastated by nuclear conflict. |
| Steel Dawn                               | 1987   | [ 61 ] |
| Stryker                                  | 1983   | [ 62 ] [ 63 ] |
| The Survivalist                          | 1987   | The Soviet Union blames the U.S. for a nuclear explosion, and in the ensuing chaos, the protagonist must defend his family. Based on the Jerry Ahern pulp novel series. |
| Survivor                                 | 1987   | [ 65 ] |
| Teenage Cave Man                         | 1958   | |
| Terror from the Year 5000                | 1958   | [ 66 ] [ 67 ] [ 68 ] |
| The Road                                 | 2009   | The journey of a father and son on a road to the sea. |
| Testament                                | 1983   | |
| Things to Come                           | 1936   | A future second world war leads to a breakdown of civilization in most of the world, with technology returning to medieval levels by 1970. |
| The Third Cry                            | 1974   | (Swiss film, French title: Le Troisième Cri) |
| This Is Not a Test                       | 1962   | [ 9 ] [ 72 ] |
| The Time Machine                         | 1960   | had an atomic war to explain the downfall of civilization. |
| Time of the Wolf                         | 2003   | |
| The Time Travelers                       | 1964   | [ 73 ] [ 74 ] |
| Urban Warriors                           | 1987   | Three technicians working in an underground laboratory discover that a nuclear war has destroyed most of the above ground world. |
| Warrior of the Lost World                | 1983   | |
| Warriors of the Apocalypse               | 1985   | After civilization is wiped out by nuclear war, an adventurer leads a group of wanderers on a search for the fabled Mountain of Life. |
| Warriors of the Wasteland                | 1982   | |
| When the Wind Blows                      | 1986   | By Jimmy Murakami, adapting the graphic novel by Raymond Briggs |
| Whoops Apocalypse                        | 1986   | |
| Wizards                                  | 1977   | By Ralph Bakshi. A good wizard and his evil brother battle some two millennia after Armageddon. |
| World Gone Wild                          | 1988   | [ 75 ] [ 76 ] |
| World Without End                        | 1956   | By Edward Bernd, starring Hugh Marlowe, Rod Taylor. Robust 20th Century men—narrowly escaping the ubiquitous "time warp"—kill giant spiders, help pale nerds and their beautiful women emerge from underground, and retake the post World War III surface from troglodyte mutants. |
| The World, the Flesh and the Devil       | 1959   | Adapted from M.P. Shiel's The Purple Cloud. |
| Yor, the Hunter from the Future          | 1983   | [ 77 ] |
| Zardoz                                   | 1974   | |

### Televiziune
- Dance of the Dead este al treilea episod din primul sezon al serialului Masters of Horror. Premiera: 11 noiembrie 2005
- Desert Punk (2004–2005), serial de animație
- Falling Skies (2011) - acțiunea are loc la șase luni după ce o invazie extraterestră a devastat Pământul

### Romane
Metro 2033

## Pandemie

### Filme
- 28 Days Later ((2002)
- 28 Weeks Later (2007)
- Æon Flux
- Carriers
- Children of Men (2006)
- City Limits (1985)
- Cyborg (1989)
- Daybreakers (2010)
- Dead Man's Letters (1986)
- Doomsday[ (2008)
- Ever Since the World Ended (2001)
- Fukkatsu no hi (1980)
- I Am Legend (2007)
- I Am Omega (2007)
- Plague (1978)
- Repo! The Genetic Opera (2008)
- Resident Evil: Extinction (2007)
- The Last Man (2008)
- The Last Man on Earth (1964)
- The Omega Man
- The Seed of Man
- The Ultimate Warrior
- The Zombie Diaries
- Twelve Monkeys
- A Wind Named Amnesia
- Survival of the Dead
- Ziua Z: Apocalipsa (2013)

### Televiziune
- Virus mortal

### Romane
- Der Untergang der Stadt din Passau de Carl Amery.

## Impact astronomic(meteoriți, asteroizi, planete, etc.)

### Filme
- Armageddon (film din 1998)
- Asteroid, 1997 film NBC
- Impact nimicitor
- Melancholia (film din 2011)
- The End of the World (film din 1916), film danez
- The Green Slime (1968)

### Televiziune
- Bart's Comet - al 14-lea episod din al șaselea sezon The Simpsons
- Highlander: The Animated Series
- Impact (miniserial TV)

### Romane
- After Worlds Collide (1934) de Philip Gordon Wylie și Edwin Balmer
- Birth of an Age de James BeauSeigneur
- Children of the Lens (roman) de Edward E. Smith
- Footfall (1985) de Larry Niven și Jerry Pournelle
- In the Ocean of Night (1977) de Gregory Benford
- În zilele cometei (1906) de H. G. Wells
- Lucifer's Hammer (1977) de Larry Niven și Jerry Pournelle
- Rendezvous with Rama (1972) de Arthur C. Clarke
- Ringworld (1970) de Larry Niven
- The Dead and the Gone (2008), de Susan Beth Pfeffer
- The Hammer of God (1993) de Arthur C. Clarke
- When Worlds Collide (1933) de Philip Wylie și Edwin Balmer

### Jocuri video
- The Dig (1995)

### Altele
- Evolution, colecție de povestiri de Stephen Baxter

## Invazie extraterestră

### Filme
| Titlu                             | An   | Note |
| --------------------------------- | ---- | --- |
| Războiul Lumilor                  | 1953 | Bazat pe romanul cu același nume. |
| Invazia jefuitorilor de trupuri   | 1956 | Bazat pe romanul Jefuitorii de trupuri de Jack Finney. |
| Ziua trifidelor                   | 1962 | Bazat pe romanul Ziua trifidelor de John Wyndham (în roman trifidele, plante capabile de agresiune și dovedind un comportament inteligent, sunt un produs al bioingineriei umane, în film sunt extratereștrii care au ajuns pe Pământ sub formă de spori transportați de un meteorit).                                                            |
| Daleks - Invasion Earth 2150 AD   | 1966 | Bazat vag pe serialul de televiziune BBC, dar nu este parte a canonului oficial. |
| Invazia jefuitorilor de trupuri   | 1978 | Un alt film bazat pe romanul Jefuitorii de trupuri de Jack Finney. |
| Maximum Overdrive                 | 1986 | Inițial, oamenii cred că radiații provenite de la o cometă care trece prin apropiere este cauza, dar se dovedește că extratereștrii sunt aceia care controlează de la distanță mașinile de pe Pământ (camioane, autoturisme, etc.) pentru a omorî populația înainte de invazie. Filmul este bazat pe o povestire scrisă de Stephen King (Trucks). |
| They Live                         | 1988 | Jumătate science fiction thriller, jumătate comedie neagră. |
| I Come in Peace                   | 1990 | Cunoscut și ca Dark Angel, regizat de Craig R. Baxley. |
| Jefuitori de trupuri              | 1993 | Un alt film bazat pe romanul Jefuitorii de trupuri de Jack Finney. |
| Ziua Independenței                | 1996 | Film științifico-fantastic din 1996 despre o invazie extraterestră asupra planetei noastre. |
| Mars Attacks!                     | 1996 | Bazat pe cartoanele (en. trading card) din seria Mars Attacks (1962). |
| The Faculty                       | 1998 | Regizat de Robert Rodriguez. Șase elevi sunt pe cale de a afla că profesorii lor, într-adevăr, sunt de pe altă planetă. |
| Battlefield Earth                 | 2000 | Bazat pe romanul omonim de L. Ron Hubbard. |
| Titan A.E.                        | 2000 | Film de animație științifico-fantastic distopian / post-apocaliptic din 2000. |
| Final Fantasy: The Spirits Within | 2001 | Film de animație CGI. |
| Semne                             | 2002 | Regizat de M. Night Shyamalan. Deși intriga se învârte în jurul extratereștrilor și a cercurilor din culturi, producătorul Frank Marshall a spus: Este cu adevărat un film despre emoțiile umane puse în mișcare de un eveniment supranatural. |
| Alien Apocalypse                  | 2005 | Producs de Canalul Sci Fi. |
| Războiul Lumilor                  | 2005 | Regizat de Steven Spielberg, împreună cu producțiile independente din 2005 H.G. Wells' The War of the Worlds și H. G. Wells' War of the Worlds, toate bazate pe romanul lui H. G. Wells. |
| Invazia                           | 2007 | Iarăși, un alt film bazat pe romanul Jefuitorii de trupuri de Jack Finney. |
| Invasion of the Pod People        | 2007 | Un film cu buget redus realizat de The Asylum pentru a profita de apariția filmului The Invasion din 2007. Un alt film bazat pe romanul Jefuitorii de trupuri de Jack Finney |
| Transformers                      | 2007 | O rasă de roboți extratereștrii se luptă pentru omenire. |
| Skyline                           | 2010 | Extratereștrii invadează Pământul și încearcă să fure creierul oamenilor. |

### Televiziune
- Falling Skies (2011) - acțiunea are loc la șase luni după ce o invazie extraterestră a devastat Pământul

## Catastrofă ecologică

### Filme
- Snowpiercer (2013)

### Televiziune
- Vaporul (El Barco, 2011)

## Monștri și oameni modificați biologic
Cei 100

## Explozia sau Moartea Soarelui

### Romane
- Cântecele îndepărtatului Pământ de Arthur C. Clarke